# Michael (film 2011)
Michael è un film del 2011 diretto da Markus Schleinzer al suo debutto come regista. Il film è stato presentato in concorso al 64 ° Festival Internazionale del Cinema di Cannes ed è ispirato alla vicenda di Natascha Kampusch e al caso Fritzl.

## Trama
Il trentacinquenne impiegato assicurativo Michael porta avanti una vita apparentemente normale. Il film è focalizzato sulle sue giornate, sulla sua serena e solitaria quotidianità. Vive con il bambino di dieci anni Wolfgang, che tiene prigioniero in una stanza nel seminterrato della sua casa e spesso abusa di lui. Nell'ambito domestico Michael cerca di imitare le situazioni familiari borghesi a tal punto da promettere un "fratellino" per Wolfgang, e tentare di rapire un altro bambino, non riuscendoci. Nel contesto lavorativo, Michael è apprezzato da colleghi e superiori, tanto che gli viene offerta una promozione. Durante una vacanza in montagna, Michael conosce una ragazza ed ha un rapporto sessuale con lei che però non conclude, poiché non riesce ad avere un'erezione. Un giorno Wolfgang tenta la fuga: scaraventa acqua bollente sul volto di Michael che tuttavia riesce a chiuderlo di nuovo nel seminterrato. Montato in macchina e cercando di raggiungere il più vicino ospedale per curarsi le ustioni, il protagonista ha un incidente mortale. Dopo il suo funerale, la famiglia di Michael si reca nell'abitazione per recuperarne gli affetti personale: il film si chiude nel momento in cui sua madre apre la porta del seminterrato nel quale è rimasto chiuso Wolfgang.

## Critica
All'uscita teatrale austriaca del film, Die Presse ha elogiato la produzione di Schleinzer, in cui il debuttante regista si è rivelato "dialetticamente intelligente" . La critica internazionale è stata concorde nel riconoscere nelle immagini chiare e rigorosamente composte, lo stile di Michael Haneke.

## Premi
- 2011: Vienna Film Award nella categoria Miglior lungometraggio
- 2011: nominato per il Trofeo Sutherland del British Film Institute
- 2011: nominato per il miglior primo lungometraggio agli European Film Awards
- 2012: Premio Max Ophüls
- 2012: Austrian Film Award per il miglior sound design , nominato nelle categorie Miglior film, Miglior regia, Migliore sceneggiatura e Miglior fotografia.
- 2012: Premio alla recitazione per Michael Fuith alla Diagonale